# KID (田原俊彦の曲)
「KID」（キッド）は、1987年1月21日にリリースされた田原俊彦の28作目のシングル。

## 制作
作曲を担当した井上ヨシマサが、ヴォーカリストとして1987年に発表したアルバム『JAZZ』に、曲が同じで詞を川村真澄が書いた「赤と金のツイスト」が収録されている。発売順に則れば「KID」がオリジナルだが、実際には「赤と金のツイスト」が既に発表されており、それを阿久悠によって改詞した作品が「KID」である。
「赤と金のツイスト」も編曲した清水信之によると、「KID」の編曲にあたってディレクターだった羽島亨が自ら録音した仮歌を聴いて「まるでトシちゃんが歌っているみたいで面白かった」と回顧している。

## テレビ番組での披露
TBS系『ザ・ベストテン』では、第8位でランクインした1987年2月19日放送で202回目のランクインとなり、ランクインの回数が201回の松田聖子を上回り、最多回数がトップとなった。

## 収録曲
| 全作詞: 阿久悠。 |               |           |              |          |      |
| #                | タイトル      | 作詞      | 作曲         | 編曲     | 時間 |
| 1.               | 「KID」       | 阿久悠    | 井上ヨシマサ | 清水信之 | 3:39 |
| 2.               | 「Oh!若旦那」 | 阿久悠    | 宇崎竜童     | 新川博   | 3:55 |
| 合計時間:        | 合計時間:     | 合計時間: | 合計時間:    | 7:34     |      |

## パーソネル（A面のみ）
- トランペット: 数原晋
- トロンボーン: 平内保夫
- 他演奏: 清水信之
- ミックス: 渡辺誠